# Kora
Ольга-Александра Сіповіч, сценічне ім'я Кора (пол. Olga Aleksandra Sipowicz, 8 червня 1951, Краків, Польща — 28 липня 2018, Бліжув, Польща) — польська рок-співачка та авторка текстів, у 1976—2008 роках лідерка гурту «Maanam». Жінка-динаміт польського року.

## Біографія
Предки Кори походять з України. Батько — Марцін Островський, народився 1897 року в Бучачі, тут був комендантом поліції до початку Другої світової війни. Мати — Емілія Сяркевич, народилася 1908 року у Станиславові. Батьки познайомилися після війни у Кракові. Кора стала їхньою п'ятою і наймолодшою дитиною. Через скрутне матеріальне становище сім'ї та проблеми зі здоров'ям батьків у 1955—1960 роках перебувала у дитячому будинку. Згодом жила у родичів.
В юні роки опинилася у середовищі хіпі Кракова. Тоді ж отримала псевдонім Кора. У 1975 році її чоловік Марек Яцковський разом з Міло Куртісом утворили гітарний дует, до якого наступного року Kora приєдналася як солістка.
Від лютого 2011 року — в журі конкурсу Must Be the Music.
Для підтримки Євромайдану в Україні виставила для продажу статуетку Богоматері.

## Приватне життя
З 1971 до 1984 р.р. була одружена з Мареком Яцковським. 1972 року народила сина Матеуша. Згодом познайомилася з Камілем Сіповичем, від якого у 1976 році народила сина Шимона. Яцковський виховував дитину, не знаючи, що не є її батьком. Сіпович згодом став працювати над організацією концертів Maanam. 1984 року Kora розлучилася з чоловіком, проте гурт продовжував існувати. З Сіповичем почала жити 1989 року. Разом вони заснували студію звукозапису Kamiling Co. 
Померла 28 липня 2018 року о 5:30, в оточенні сім'ї та друзів у будинку в Бліжові від раку яєчників. Кілька місяців перед тим її менеджер інформувала медіа про добрий стан здоров'я співачки, про плани її концертів та про повернення до роботи в студії. Професор Магдалена Шрода, подруга Кори, після смерті співачки сказала, що за останній тиждень її стан значно погіршився і загрожував життю. 
Похорони відбулися 8 серпня 2018 року об 11:00 на Військовому цвинтарі на вул. Повонзковській, 43/45 у Варшаві у світському стилі.